# Ivan Bunin
Ivan Alekseyevich Bunin (em russo:  Ива́н Алексе́евич Бу́нин; Voronezh, 22 de outubro de 1870 — Paris, 8 de novembro de 1953) foi um escritor russo.

## Vida
Como representante de uma família nobre empobrecida, Bunin começou cedo uma vida independente; em sua juventude, ele trabalhou em jornais, chancelarias, viajou muito. A primeira das obras publicadas de Bunin foi o poema Nad moguiloi S.Ia. Nadsona ("Sobre o túmulo de Nadson", de 1887); a primeira coleção de poesia foi publicada em 1891 em Orel. Em 1903, ele recebeu o prêmio Pushkin pelo livro Listopad e a tradução de Songs of Hiawatha; em 1909, ele foi premiado novamente com este prêmio pelo 3º e 4º volumes das Obras Coletadas. Em 1909, ele foi eleito um acadêmico honorário na categoria de literatura elegante da Academia Imperial de Ciências de São Petersburgo. Em 1920, ele emigrou para a França.
O autor do romance "A Vida de Arsenyev", as histórias "Sukhodol", "The Village", "Mitina Love", as histórias "The Master from San Francisco", "Easy Breath", "Antonov Apples", entradas do diário "Cursed Days" e outras obras.
Em 1933, Ivan Bunin, o primeiro dos escritores russos, tornou-se um Prêmio Nobel de Literatura por "domínio estrito com o qual ele desenvolve as tradições da prosa clássica russa".

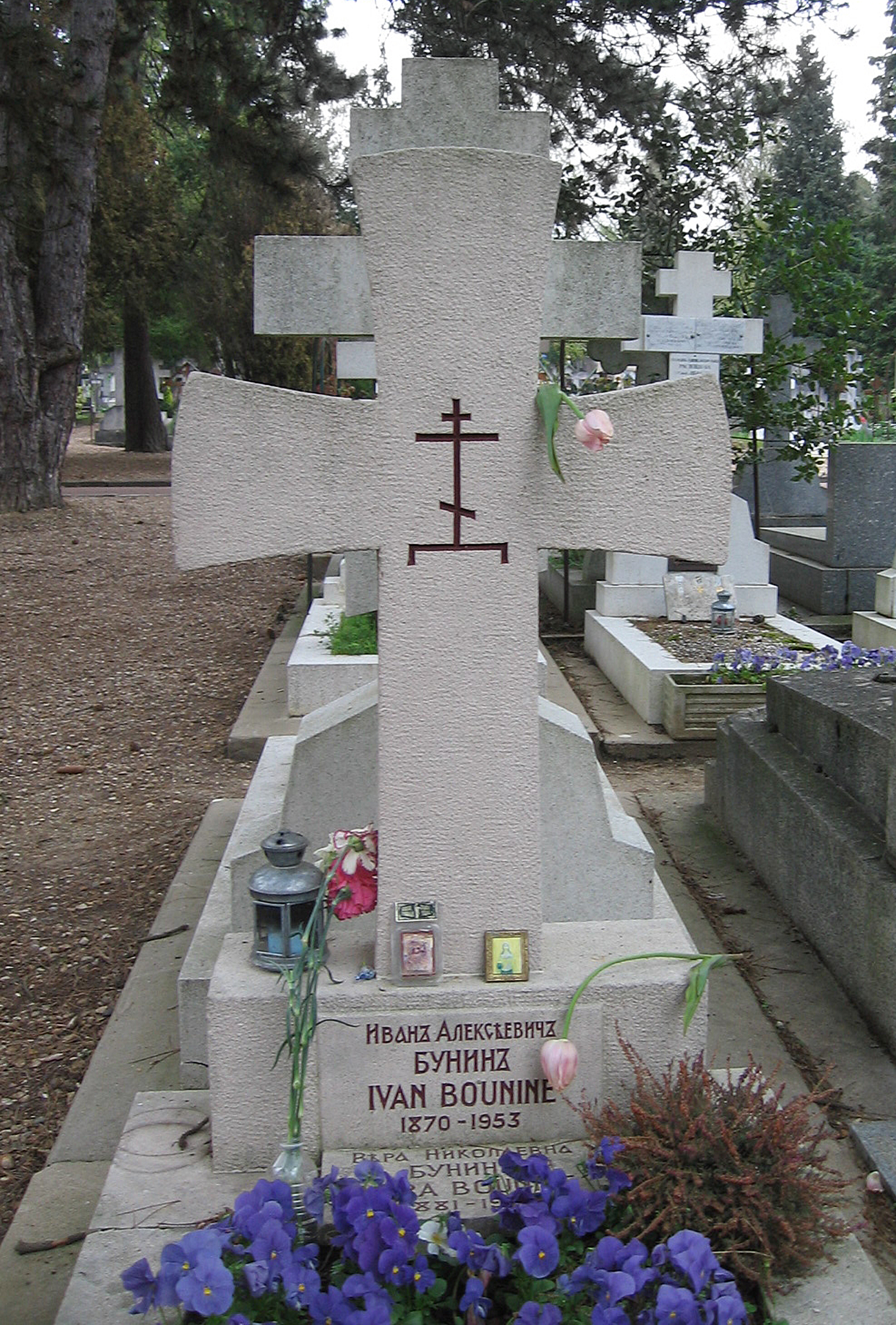
Sepultura de Ivan Bunin no Cemitério Russo de Sainte-Geneviève-des-Bois

Em outubro de 1953, o estado de saúde de Ivan Alekseyevich piorou acentuadamente. Os amigos da família estavam quase sempre em casa, ajudando Vera Nikolaevna a cuidar dos doentes, incluindo Alexander Bahrakh; O Dr. Vladimir Zernov veio diariamente. Poucas horas antes de sua morte, Bunin pediu à esposa para ler em voz alta as cartas de Chekhov. Como lembrou Zernov, em 8 de novembro ele foi chamado pelo escritor duas vezes: pela primeira vez, passou os procedimentos médicos necessários e, quando foi chamado novamente, Ivan Alekseevich já estava morto. A causa da morte, segundo o médico, foi asma cardíaca e esclerose pulmonar. Bunin foi enterrado no Cemitério Russo de Sainte-Geneviève-des-Bois.

## Obras
- O amor de Mítia (ed. Br.: S. Paulo, Editora34, 2016).
- Amor que santifica (ed. Port.: Lisboa, Bibliotex, 2003).
- O processo do tentente Ieláguin (ed. Br.: S. Paulo, Editora 34, 2016).